# Riu Arròs
El riu Arrós és un dels principals afluents de l'Ador. Travessa dos departaments francesos: els Alts Pirineus i el Gers. Té les seves fonts al Bosc de Baronies, al nord del Coll d'Aspin. Travessa el departament dels Alts Pirineus de sud a nord, entra al departament de Gers i aflueix a l'Ador un poc després de Plasença.